# Gregorio Sellari
Gregorio Sellari, o Selleri (Panicale, 12 luglio 1654 – Roma, 31 maggio 1729), è stato un cardinale e teologo italiano.

## Biografia
Al secolo Giuseppe, il 20 luglio 1669 entra nell'Ordine Domenicano nel convento di San Domenico di Perugia. Il 25 luglio 1670, fa la professione solenne e poi si reca a Roma, presso lo studium del convento di Santa Maria sopra Minerva a Roma, il futuro Collegio di San Tommaso e la Pontificia Università San Tommaso d'Aquino, Angelicum, per gli studi di filosofia e teologia.
Regge la Scuola Domenicana San Tommaso di Napoli. Lettore presso lo studium di Santa Maria sopra Minerva è teologo papale e assistente del maestro del Sacro Palazzo.
Tra il 1700 e il 1707 è professore di teologia tomistica presso il collegium della Biblioteca Casanatense di Roma.
Nel 1707 viene nominato anche segretario della Congregazione dell'Indice dei Libri Proibiti. Il 12 marzo 1711 è consigliere della Congregazione dei Riti e Maestro del Sacro Palazzo Apostolico. Confessore di papa Clemente XI, contribuì alla condanna definitiva del giansenismo nella bolla Unigenitus.
Viene creato cardinale in pectore da papa Benedetto XIII nel concistoro del 9 dicembre 1726 e pubblicato dallo stesso pontefice nel concistoro del 30 aprile 1728.
Muore a 74 anni nella sua abitazione presso la chiesa di San Nicola in Arcione, a Roma, e viene sepolto nella chiesa di Santa Maria sopra Minerva, nella capella papalis.
Di lui sono rimaste numerose opere di teologia e commenti biblici.